# 腋花芥属
腋花芥属（学名：Parryodes）是十字花科下的一个属，为多年生草本植物。该属仅有腋花芥（Parryodes axilliflora）一种，分布于西藏。